# Knocked Out Loaded
Knocked Out Loaded es el vigésimo cuarto álbum de estudio del músico estadounidense Bob Dylan, publicado por la compañía discográfica Columbia Records en agosto de 1986.
Tras su publicación, el álbum obtuvo reseñas negativas, y es considerado por los críticos como uno de los trabajos más débiles de Dylan. Aun así, «Brownsville Girl», una canción de 11 minutos coescrita con Sam Shepard, es considerada por algunos autores una de sus mejores composiciones, mientras que «Maybe Someday» ganó notoriedad por su alusión a la obra Journey of the Magi de T. S. Eliot.

## Grabación y recepción
Kocked Out Loaded incluye tres versiones de temas clásicos, tres colaboraciones con otros compositores y sólo dos temas escritos de manera individual por Dylan. La mayor parte del álbum fue grabado durante la primavera de 1986, mientras que una canción, «Got My Mind Made Up», fue grabada durante un día de descanso de la gira True Confessions con Tom Petty en junio.
Tras su publicación, el álbum obtuvo reseñas negativas, con la salvedad de Robert Christgau, quien calificó a la canción «Brownsville Girl» como «una de las mejores y más ridículas canciones de Dylan. No importa quien salió con versos como She said even the swap meets around here are getting corrupt y I didn't know whether to duck or run, so I ran: son clásicos de Dylan».
La crítica musical en general otorgó bajas calificaciones al álbum, tal y como sucedió dos años después con su sucesor, Down in the Groove. «Knocked Out Loaded fue un mal negocio», escribió Anthony DeCurtis para la revista musical Rolling Stone, «porque su descuidada naturaleza sugiere que Dylan publicó este álbum no por no tener nada en particular que decir, sino para sacar partido de su nueva gira».
En el nivel comercial, el número de ventas de Knocked Out Loaded fue considerablemente bajo. Alcanzó el puesto 53 en la lista estadounidense Billboard 200 y el puesto 35 en la lista de discos más vendidos del Reino Unido. 
Hasta la actualidad, Dylan tocó pocas canciones del álbum en directo, siendo la más frecuente «Driftin' Too Far From Shore» con catorce versiones en directo durante el primer año de la gira Never Ending Tour. 

## Canciones descartadas
Las siguientes canciones fueron grabadas durante las sesiones de grabación de Knocked Out Loaded. En la actualidad, son inéditas por no haber sido publicadas ni en álbumes originales ni en bootlegs:
| - "Too Late, She’s Gone" (Tim Davis/Ricky Clinton Ryan) - "Unchain My Heart" (James Freddy/Agnes Jones) - "Wild & Wicked World" (J. D. Miller/George Sherry) - "Without Love" (Clyde McPhatter) - "You’ll Never Walk Alone" (Richard Rodgers/Oscar Hammerstein II) | - "The Beautiful Life" - "Come Back Baby, One More Time" - "I Need Your Love" - "Lonely Avenue" - "So Good" |

## Lista de canciones
Todas las canciones escritas y compuestas por Bob Dylan excepto donde se anota. 
| Cara A |                               |                      |          |  |
| N.º    | Título                        | Escritor(es)         | Duración |  |
| 1.     | «You Wanna Ramble»            | Little Junior Parker | 3:14     |  |
| 2.     | «They Killed Him»             | Kris Kristofferson   | 4:00     |  |
| 3.     | «Driftin' Too Far From Shore» |                      | 3:39     |  |
| 4.     | «Precious Memories»           | Tradicional          | 3:13     |  |

| Cara B |                       |                               |          |  |
| N.º    | Título                | Escritor(es)                  | Duración |  |
| 5.     | «Maybe Someday»       |                               | 3:17     |  |
| 6.     | «Brownsville Girl»    | Bob Dylan, Sam Shepard        | 11:00    |  |
| 7.     | «Got My Mind Made Up» | Bob Dylan, Tom Petty          | 2:53     |  |
| 8.     | «Under Your Spell»    | Bob Dylan, Carole Bayer Sager | 4:00     |  |

## Personal
| Músicos - Bob Dylan: voz, guitarra, armónica, teclados - Mike Berment: batería - Peggie Blu: coros - Majason Bracey: coros - Clem Burke: batería - T-Bone Burnett: guitarra - Mike Campbell: guitarra - Carolyn Dennis: coros - Steve Douglas: saxofón - Howie Epstein: bajo - Anton Fig: batería - Lara Firestone: coros - Milton Gabriel: batería - Keysha Gwin: coros - Don Heffington: coros - Muffy Hendrix: coros - April Hendrix-Haberlan: coros - Ira Ingber: guitarra - James Jamerson, Jr: bajo - Dewey B. Jones II: coros - Phil Jones: conga - Al Kooper: teclados - Stan Lynch: batería - Steve Madaio: trompeta - Queen Esther Marrow: coros - Larry Mayhand: coros - John McKenzie: bajo - Vince Melamed: teclados - Larry Meyers: mandolina - Angel Newell: coros | - Herbert Newell: coros - John Paris: bajo - Bryan Parris: batería - Al Perkins: steel guitar - Tom Petty: guitarra - Crystal Pounds: coros - Raymond Lee Pounds: batería - Madelyn Quebec: coros - Vito San Filippo: bajo - Carl Sealove: bajo - Patrick Seymour: teclados - Jack Sherman: guitarra - Daina Smith: coros - Maia Smith: coros - Medena Smith: coros - Dave Stewart: guitarra - Benmont Tench: teclados - Annette May Thomas: coros - Damien Turnbough: coros - Ronnie Wood: guitarra - Chyna Wright: coros - Elesecia Wright: coros - Tiffany Wright: coros Personal técnico - Britt Bacon: ingeniero de sonido - Judy Feltus: ingeniero de sonido - Greg Fulginiti: masterización - Don Smith: ingeniero de sonido - George Tutko: ingeniero de sonido |

## Posición en listas
| País           | Lista                   | Posición |
| -------------- | ----------------------- | -------- |
| Alemania       | Media Control Charts    | 50       |
| Austria        | Ö3 Austria Top 40       | 24       |
| Estados Unidos | Billboard 200           | 54       |
| Noruega        | VG-lista Top 40 Albums  | 9        |
| Nueva Zelanda  | New Zealand Music Chart | 23       |
| Países Bajos   | Mega Albums Top 100     | 37       |
| Reino Unido    | UK Albums Chart         | 35       |
| Suecia         | Albums Top 60           | 20       |

| Sencillo              | País           | Lista                  | Posición |
| --------------------- | -------------- | ---------------------- | -------- |
| «Got My Mind Made Up» | Estados Unidos | Mainstream Rock Tracks | 23       |